# بيبركت
بيبركت (بالإنجليزية: Papercut)‏ هي أغنية من إنتاج فرقة الروك الأمريكية لينكين بارك، وهي الأغنية الأولى في الألبوم هايبرد ثيوري المُصدَر عام 2000، والأغنية المنفردة الثالثة فيه، وصلت الأغنية إلى المرتبة رقم 14 في المملكة المتحدة. ويوجد نسخة ريمكس من الأغنية في الألبوم «ريأنيميشن» المصدر عام 2002، كما قامت الفرقة بإنتاج فيديو خاص بالأغنية.